# Hedareb
Die Hedareb sind eine Ethnie in Sudan, Ägypten und Eritrea. 
Sie gehören zu den Bedscha. Ihre Sprache ist das Bedawi, wobei die meisten daneben auch Arabisch und Tigrinya sprechen.
Das Volk zählt ungefähr 2.312.000 Angehörige, von denen die meisten sunnitische Muslime sind. Stämme der Hedareb sind die Hashish, Labat und Halenqa.
Sie sind eine der neun sprachwissenschaftlich definierten Subnationalitäten von Eritrea.